# 구타페르카

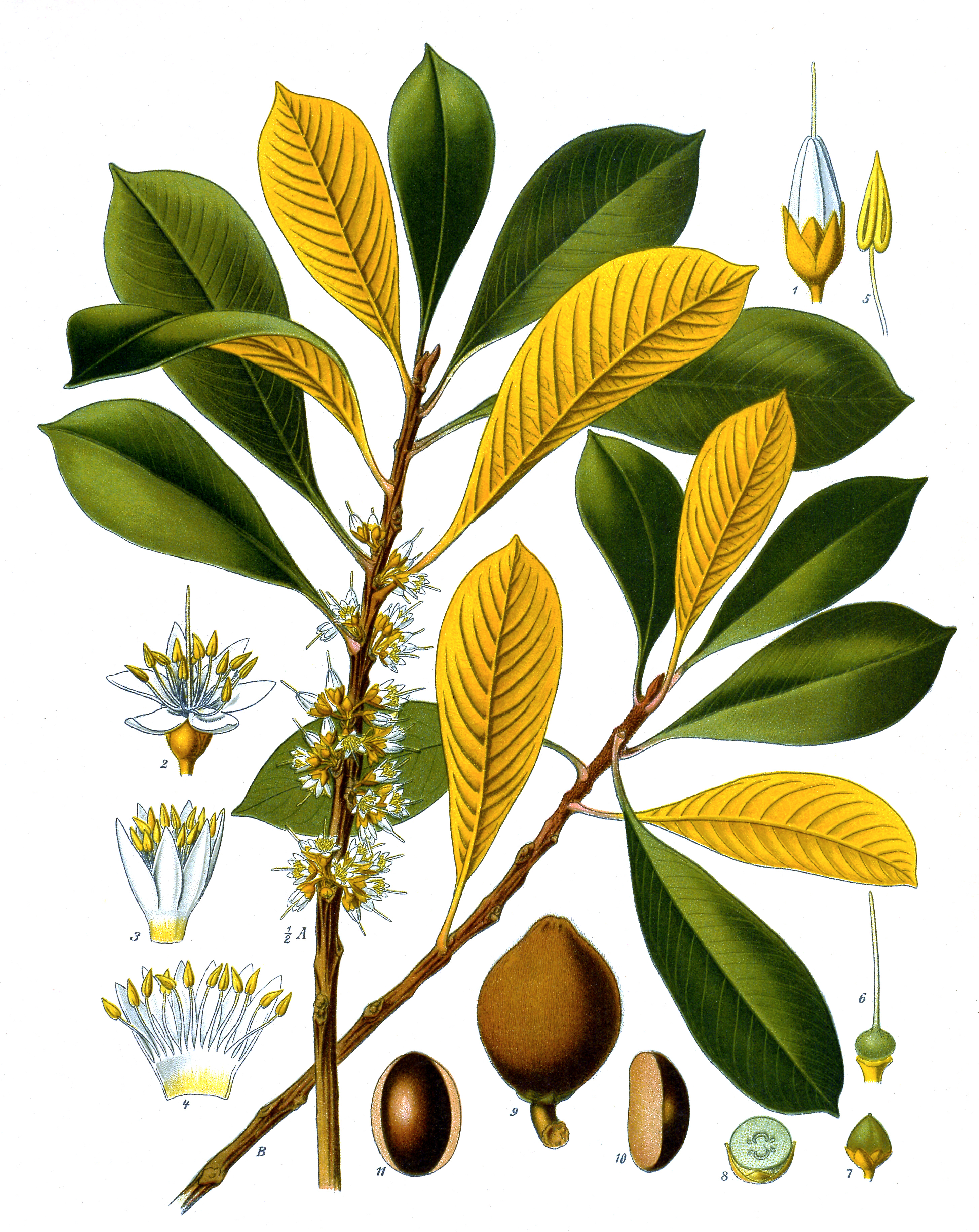

구타페르카(gutta-percha)는 사포테과나무로 트랜스-폴리아이소프렌이 나온다. 시스-폴리아이소프렌인 라텍스와 비슷하지만 좀 다른 구타페르카 고무를 채취할 수 있다.